# ナチュラリー7

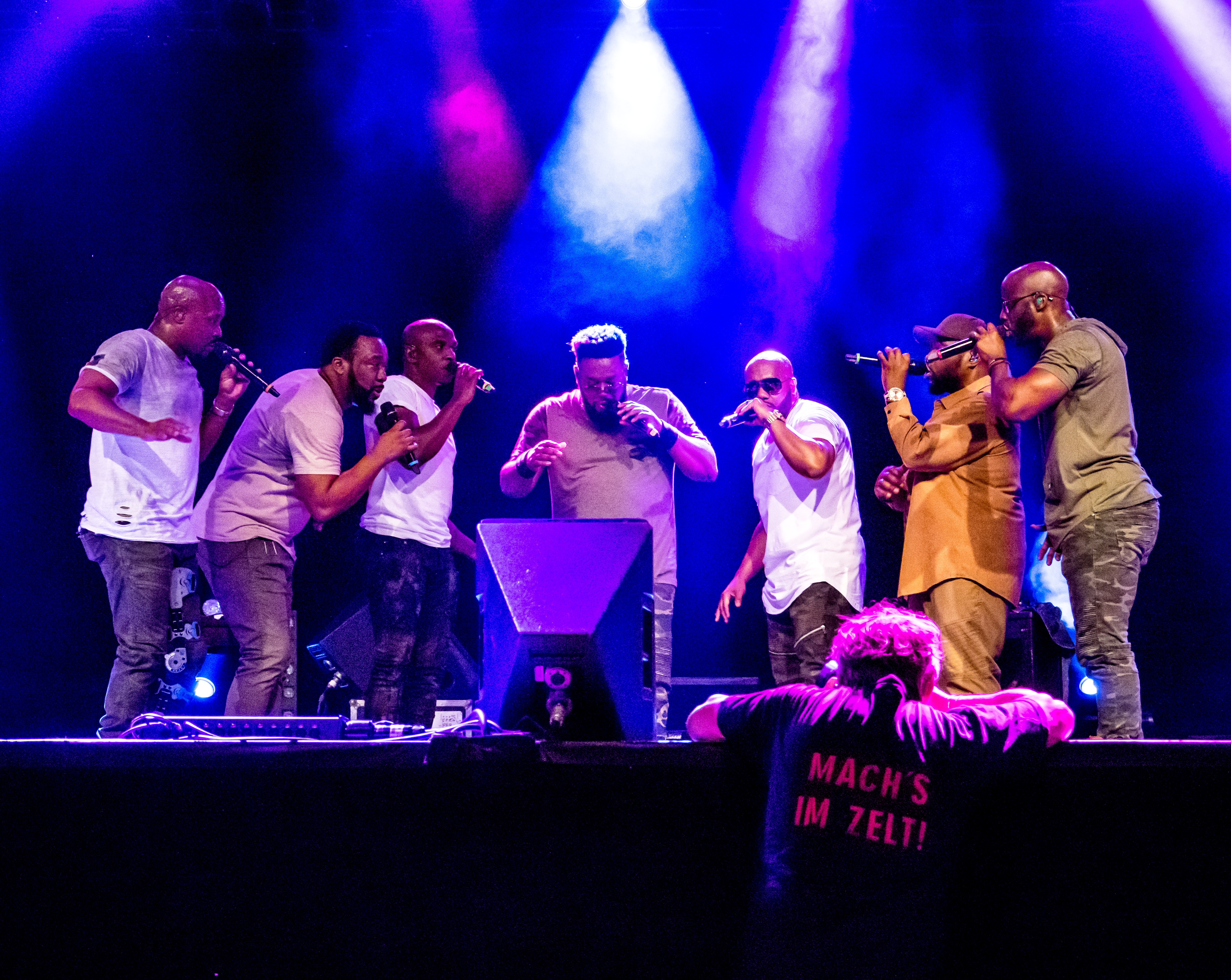
Naturally 7 テント音楽祭 2018 フライブルク、ドイツ

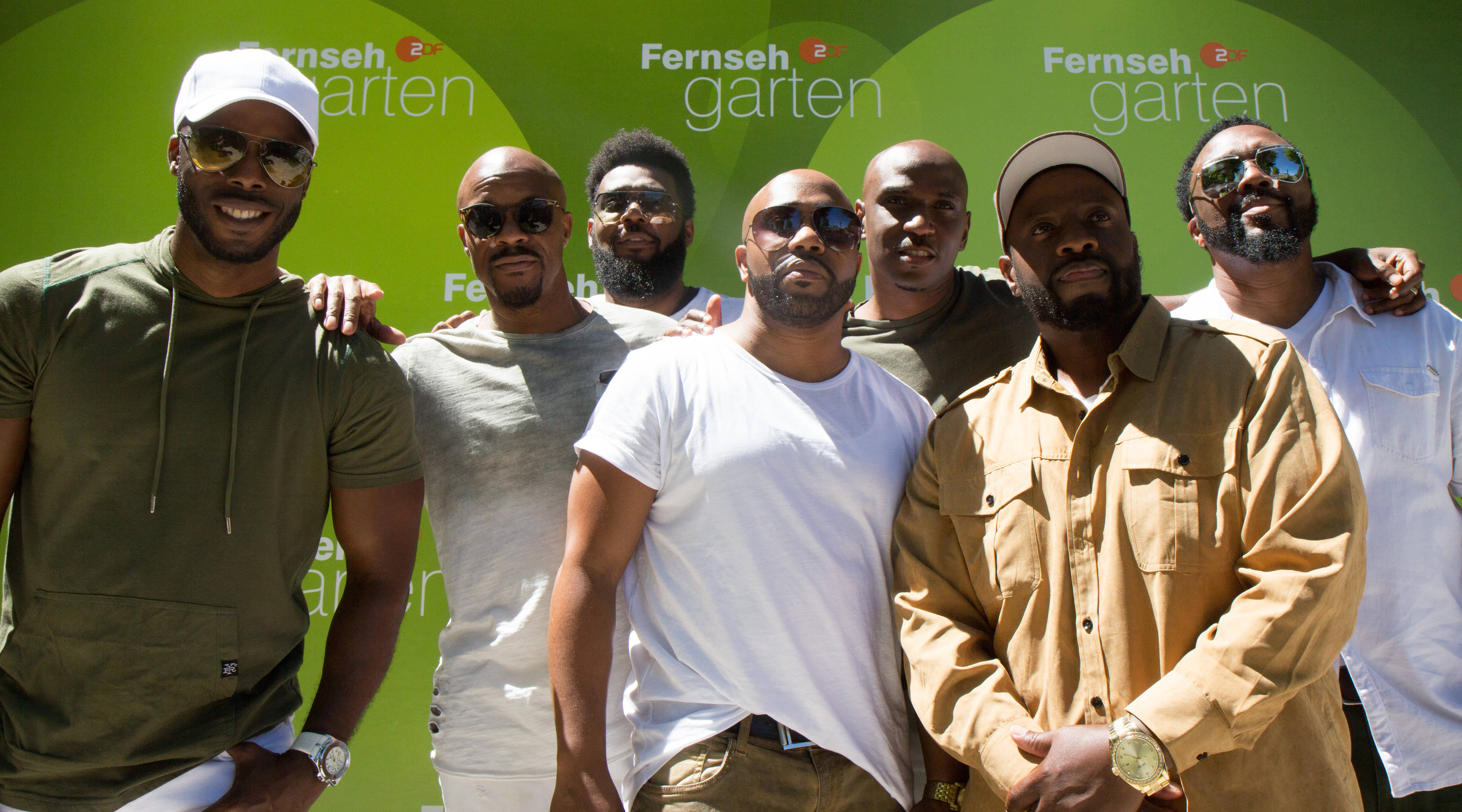
ナチュラリー7

ナチュラリー7（Naturally 7）は、1999年に結成された、アメリカのアカペラ・グループである。

## 概要
通常のア・カペラのように声を出すことによりハーモニーを構成したりするだけでなく、口だけで様々な楽器の音までも表現するのが、彼らの特徴である。例としては、ドラム・ベース・ギター・ハーモニカ・シンセサイザー・コントラバス・スクラッチなど、普通に口から出すのでは難しいような楽器の音などを使用して「声だけで」演奏を行う。この演奏形態は俗に「vocal play」とも呼ばれることがある。
日本にもたびたび来日しており、来日の際はビルボードライブ東京・大阪などでコンサートを行うことが多い。

## メンバー
- Roger Thomas
- Warren Thomas
- Rod Eldridge
- Dwight Stewart
- Kelvin 'Kelz' Mitchell
- Ricky Cort
- Sean Simmonds